# Anna Szulc-Halba

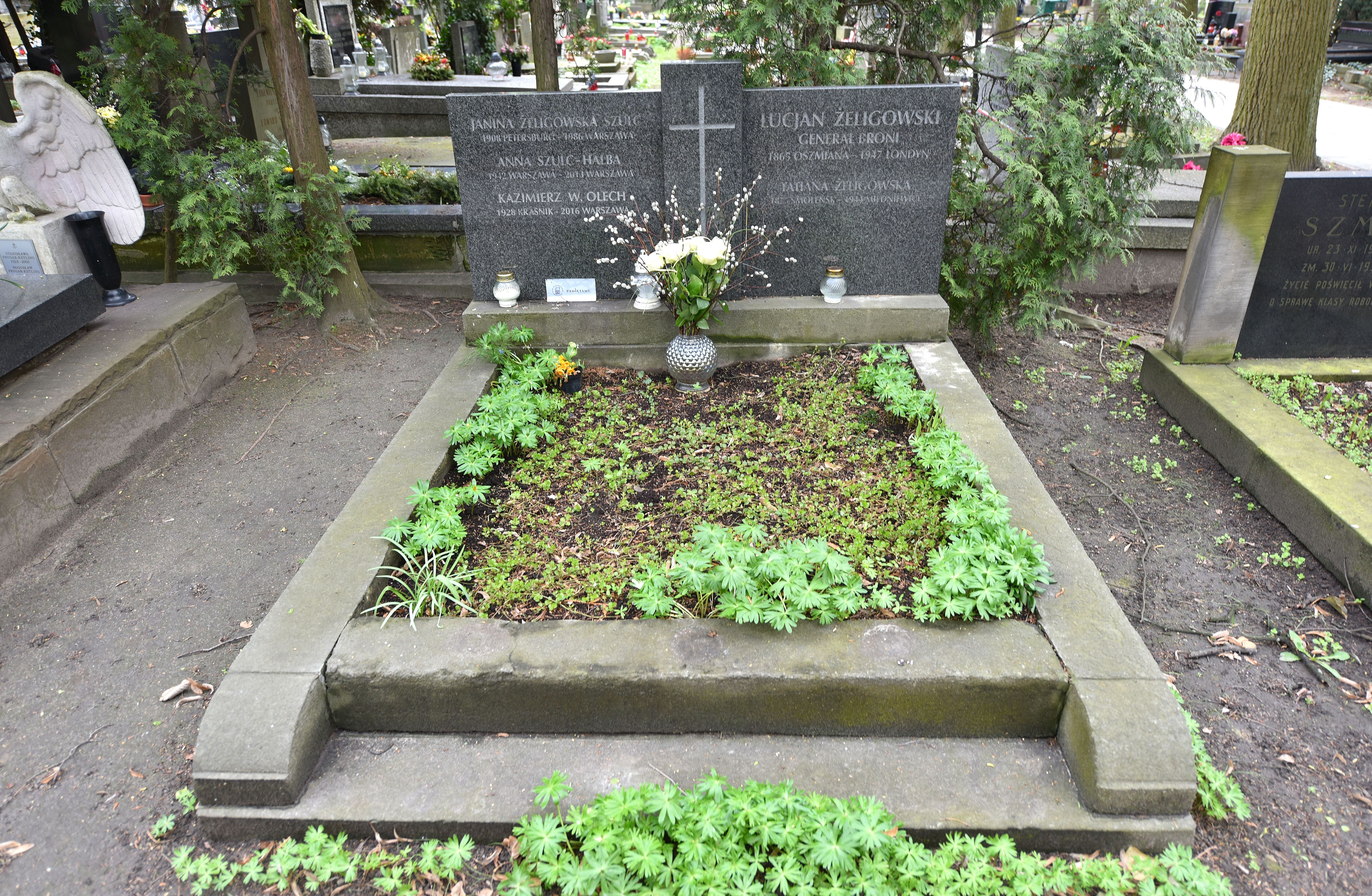
Grób Anny Halby-Szulc na cmentarzu Wojskowym na Powązkach

Anna Szulc-Halba (ur. 3 listopada 1942, zm. 1 sierpnia 2013 w Warszawie) – polska pianistka i wykładowca akademicki. 

## Życiorys
Była pianistką Warszawskiej Opery Kameralnej i Filharmonii im. Romualda Traugutta gdzie pełniła także funkcję członka Rady. W latach 1966–1996 pracownik naukowy, a później także wykładowca Akademii Muzycznej im. Fryderyka Chopina w Warszawie. 
Zmarła 1 sierpnia 2013 r., a 8 sierpnia tego samego roku została pochowana na Cmentarzu Wojskowym na Powązkach w Warszawie, w grobie rodzinnym Żeligowskich, wraz ze swoją matką Janiną Żeligowską-Szulc, swoją babką Tatianą Żeligowską oraz swoim dziadkiem Lucjanem Żeligowskim (kwatera A 25-Tuje-23/24).